# Данило „Zeus” Тесленко
Данило „Zeus” Тесленко (укр. Данило Тесленко; Харков, 8. октобар 1987)  је бивши професионални играч игре Counter-Strike: Global Offensive. Већи део своје каријере је провео у организацији Natus Vincere. 
Одлучио је да престане да се такмичи након 17 година дуге каријере.

## Каријера
Данилов први професионални тим је био pro100. Након више од две године проведене у тиму, он прелази у организацију Virtus.pro Након што је напустио Virtus.pro, поново се вратио у pro100, али само на кратко. 
Након играња за неколицину тимова, он бива први играч Counter-Strike игре у историји Natus Vincere 2009. године. Око њега се градио Counter-Strike тим. У току његовог играња за организацију, Natus Vincere је био један од највољих тимова на свету. 
У својој каријери је освојио преко 60 турнира, укључујући и 4 Counter-Strike мејџор турнира и један Counter-Strike: Global Offensive  мејџор турнир. Први турнир који су освојили у Counter-Strike: Global Offensive  је био StarLadder StarSeries IX.
Након два изгубљена мејџор финала, на турнирима DreamHack Open Cluj-Napoca 2015 и MLG Columbus 2016 и још једног испадања у четвртфиналу, тим је одлучио да замени Zeus-a и доведе Олександра "S1mple" Костиљева. 
Након тога, Zeus прелази у тим Gambit, са којим осваја мејџор турнир PGL Major Krakow 2017. Након нешто мање од годину дана проведених у тиму Gambit, Zeus се враћа у Natus Vincere. У тиму проводи нешто више од две године, све до свога одласка у играчку пензију.
Поново је основао тим под именом pro100, и тренутно је његов председник.

## Запажени резултати
- на IEM Season IV[14]
- на ESWC 2010[15]
- на WCG 2010[16]
- на IEM Season V[17]
- на SLTV StarSeries V Finals[18]
- на SLTV StarSeries VI Finals[19]
- на DreamHack Bucharest 2013[20]
- на TECHLABS Cup 2013 Grand Final[21]
- на SLTV StarSeries VIII Finals[22]
- на SLTV StarSeries IX Finals[23]
- на DreamHack Summer 2014[24]
- на SLTV StarSeries X Finals[25]
- на Game Show Season 1 Finals[26]
- на SLTV StarSeries XI Finals[27]
- на DreamHack Winter 2014[28]
- на ESL Pro League Winter 2014/15 Finals[29]
- на Gfinity 2015 Spring Masters 2[30]
- на Fragbite Masters Season 4 Finals[31]
- на DreamHack Open Summer 2015[32]
- на SLTV StarSeries XIII Finals[33]
- на ESWC 2015[34]
- на CEVO Professional Season 7 Finals[35]
- на DreamHack Open Cluj-Napoca 2015[36]
- на IEM San Jose 2015[37]
- на ESL ESEA Pro League Season 2 Finals[38]
- на SL i-League StarSeries XIV Finals[39]
- на DreamHack ZOWIE Open Leipzig 2016[40]
- на IEM Katowice 2016[41]
- на Counter Pit League Season 2 Finals[42]
- на MLG Columbus 2016[43]
- на DreamHack Masters Malmö 2016[44]
- на SL i-League Invitational #1[45]
- на ELEAGUE Season 1[46]
- на DreamHack ZOWIE Open Winter 2016[47]
- на cs_summit Spring 2017[48]
- на DreamHack Open Austin 2017[49]
- на PGL Major Krakow 2017[50]
- на DreamHack Open Winter 2017[51]
- на ELEAGUE Major 2018[52]
- на StarSeries i-League Season 4[53]
- на DreamHack Masters Marseille 2018[54]
- на ESL Pro League Season 7 Finals[55]
- на StarSeries i-League Season 5[56]
- на CS:GO Asia Championships 2018[57]
- на ESL One Cologne 2018[58]
- на ELEAGUE CS:GO Premier 2018[59]
- на FACEIT Major 2018[60]
- на EPICENTER 2018[61]
- на BLAST Pro Series Copenhagen 2018[62]
- на BLAST Pro Series Lisbon 2018[63]
- на IEM Katowice 2019[64]
- на StarSeries i-League Season 7[65]
- на ESL One Cologne 2019[66]